# Iu Pascual i Rodés

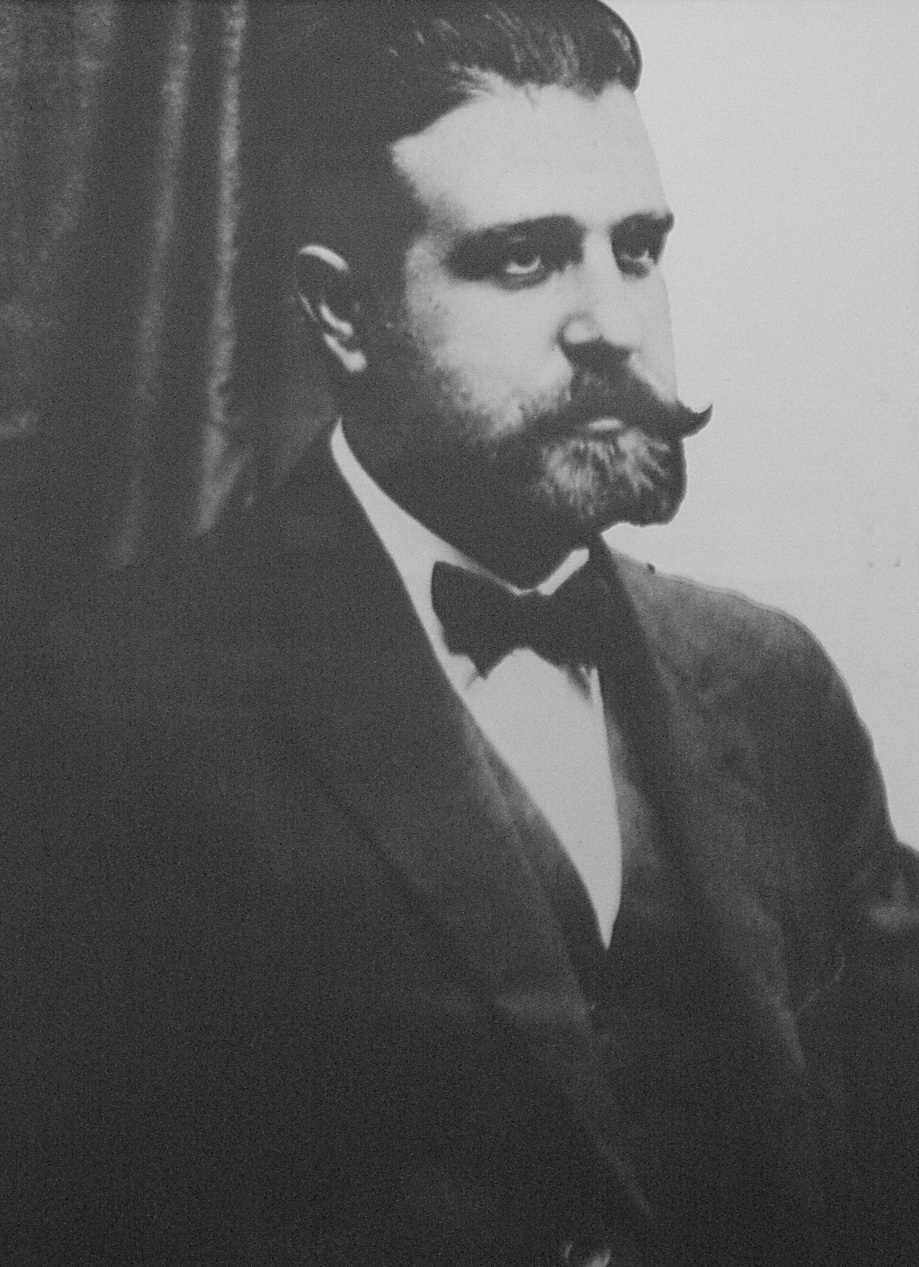
Iu Pascual i Rodés

Iu Pascual i Rodés (spanisch auch Ivo Pascual, * 28. Oktober 1883 in Vilanova i la Geltrú, Katalonien; † 29. Juli 1949 in Riudarenes, Katalonien) war ein katalanischer Maler und Kunstpädagoge und ein klassischer Vertreter der Schule von Olot. Er leitete von 1915 bis 1934 die Escola Menor de Belles Arts i Oficis (‚Schule für Bildende Künste und Kunsthandwerk‘) in Olot, und  von 1936 bis 1939 bis zum Ende des spanischen Bürgerkrieges die von der Katalanischen Regierung neu gegründete Escola Superior des Paisatge (‚Hochschule für Landschaftsmalerei‘) in Olot. Iu Pascual wurde nach dem Bürgerkrieg durch Vertreter des Franco-Regimes von seinen künstlerischen Lehr- und Leitungsaufgaben in Olot entbunden. Er repräsentiert als Opfer ein klassisches Beispiel für die Säuberungsaktionen des frankistischen Regimes nach dem Ende des Bürgerkrieges.

## Leben
Iu Pascual wurde 1883 in Vilanova i la Geltrú geboren. Er stammte aus einer gutbürgerlichen Familie und nahm zunächst ein Studium der Architektur auf. Als er sein zeichnerisch-malerisches Talent entdeckte, meldete er sich in einer Kunstakademie zum Zeichen- und Malunterricht an. Hierbei kam er mit dem Cercle Artístic de Sant Lluc, einem der führenden Kreise des katalanischen Noucentisme in Barcelona in Kontakt, wo er bereits 1902 eigene Bilder ausstellte. 1911 wurde er in der Exposició de Belles Arts in Barcelona ausgezeichnet. Nach dem Tode von Josep Berga i Boix übernahm er nach einem öffentlichen Besetzungsverfahren die Leitung der Escola Menor d'Arts i Oficis in Olot. Als Maler wie als Lehrer entwickelte er Leitlinien für eine traditionelle, bukolisch orientierte Landschaftsmalerei. Darüber hinaus gab er der Schule neue Anstöße in der Aktmalerei, dem perspektivischen Zeichnen, der künstlerischen Holz- und Metallbearbeitung sowie in der Architektur. Er formte ab 1931 diese Institution zu einer umfassenden Schule für Bildende Kunst und Kunsthandwerk. 1934 übernahm Iu Pascual die Leitung der von der Katalanischen Regierung (Generalitat) in Olot neu gegründeten L’Escola Superior de Paisatge. Er entwickelte die Lehrpläne wie die gesamte Organisation diese Kunsthochschule. Im März 1936 organisierte er in der Casa de l’Ardiaca in Barcelona eine Ausstellung, in der er die Leistungsfähigkeit der neuen Olotenser Kunsthochschule unter Beweis stellte. Während des Bürgerkrieges setzte Iu Pascual alles daran, die von ihm betreute Kunsthochschule und die Kultur der Kunst in Olot zu erhalten. Gegen Ende des Krieges wurde Iu Pascal vor ein „Tribunal für politische Verantwortung“ gestellt und für schuldig befunden, eine von der katalanischen Regierung eingerichtete Kunsthochschule geleitet zu haben. Man entfernte ihn aus der Lehre und belegte ihn mit einem Hausarrest, so dass er seinem Lebensthema der Landschaftsmalerei nicht mehr nachkommen konnte. Die von ihm betreute Kunsthochschule wurde geschlossen. Iu Pascual ging nach Riudarenes, wo er die letzten zehn Jahre seines Lebens verbrachte.
Iu Pascal vertrat eine Landschaftsmalerei im Sinne des Noucentismus (katalanischer Jugendstil). Dabei malte er Landschaften mit und ohne Figuren. Eine seiner künstlerischen Spezialitäten sind Aktzeichnungen in der Landschaft. Die von ihm bevorzugt abgebildete Landschaft war die Landschaft der Garrotxa um Olot. Pascual machte Olot zu einem wichtigen Ort des katalanisch Noucentismus. Pascual hat auch eine Sardana komponiert. Dieser Tanz passt seinen Aussagen gemäß hervorragend in die Landschaft der Garrotxa.